# Maria-Theresia von Seidlein

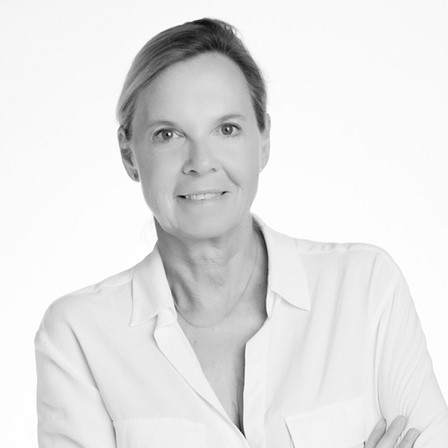
Maria-Theresia von Seidlein (2018)

Maria-Theresia von Seidlein (* 31. Oktober 1957 in München) ist eine deutsche Journalistin und Unternehmerin.

## Leben
Maria-Theresia von Seidleins Eltern sind der Architekt Peter Canisius von Seidlein (1925–2014) und Karen von Seidlein (geborene Schöningh, 1930–2003). Der Publizist und Mitbegründer der Süddeutschen Zeitung (SZ), Franz Josef Schöningh, ist ihr Großvater mütterlicherseits. Von Seidlein hat zwei jüngere Brüder. Sie ist Mutter von drei Söhnen.
Maria-Theresia von Seidlein und ihre Brüder gaben 2013 eine Biographie ihres Großvaters Franz Josef Schöningh heraus, die sich u. a. mit seiner Rolle im Nationalsozialismus beschäftigte.
Nach dem Abitur begann Seidlein 1977 ein Studium der Geschichte und Politischen Wissenschaften an der LMU München. Während ihres Studiums absolvierte sie zwei Praktika bei der Münchener Zeitung Abendzeitung. 1979/80 studierte von Seidlein in Florenz an der Università di Firenze. 1981 schloss sie ihr Studium an der LMU mit dem Magister Artium ab.
Nach ihrem Studium führte Maria-Theresia von Seidleins Weg in den Journalismus. Sie durchlief zunächst ein Praktikum beim Bayerischen Rundfunk im Bereich Hörfunk und Fernsehen, bevor sie im September 1981 nach Atlanta reiste, um dort als Praktikantin bei CNN zu arbeiten. In den USA sammelte von Seidlein erste Erfahrungen im Privatfernsehen. 1982 kehrte sie in ihre Heimatstadt München zurück und nahm eine Stelle als Assistentin im Verband der Bayerischen Zeitungsverleger an, bevor sie im März 1983 als Gesellschafterin und Redakteurin bei dem Radiosender Neue Welle Bayern einstieg.
Mit Hilfe ihres Vaters und des Unternehmers Gunther Oschmann kaufte von Seidlein 1984 den Sender Radio M1 und wurde damit Deutschlands jüngste Radiointendantin. Zielgruppe waren junge Hörer, die mit einem Programm aus Rock- und Livemusik, Sportreportagen und Interviews erreicht werden sollten. Maria-Theresia von Seidlein baute Radio M1 zu einem der erfolgreichsten privaten Radiosender Münchens auf. Sie verkaufte ihre Anteile an Radio M1 an Gunther Oschmann.
Von 1990 bis 1992 arbeitete Maria-Theresa von Seidlein für die Welt am Sonntag und als TV-Redakteurin für Inside Bunte bei RTL.
Gemeinsam mit Georg von Langsdorff gründete Maria-Theresia von Seidlein 1992 die Firma S&L Medienproduktion GmbH. Beide hielten 50 Prozent der Anteile.   S&L Medienproduktion GmbH produzierte zunächst Filmbeiträge und Making-ofs für deutsche Fernsehsender. Von Seidlein und von Langsdorff weiteten in den nachfolgenden Jahren das Geschäftsfeld ihres Unternehmens im Bereich Kino, Film und Eventmarketing sukzessive aus. Nur vier Jahre nach der Gründung expandierte die S&L Medienproduktion GmbH zum ersten Mal, als sie die Movie Data GmbH & Co. KG ins Leben rief. 2000 erfolgte die Gründung der S&L Media-networx GmbH und fünf Jahre später der S&L Live GmbH.
2000 übernahm von Seidlein zudem beim Süddeutschen Verlag den Posten der Gesellschafterin. Sie vertrat die Interessen der Familie von Seidlein, die 23,1 Prozent der Verlagsanteile hielt. In dieser Zeit kam es zu Umstrukturierungen des Verlages. 2007 verkauften vier der fünf Gesellschafterfamilien, darunter Familie von Seidlein, ihre Anteile an die Südwestdeutsche Medienholding. Nach dem Verkauf zog sie sich aus dem Verlagsgeschäft zurück.
2008 beendete Maria-Theresia von Seidlein nach 16 Jahren ihre Tätigkeit als Geschäftsführerin der S&L Medienproduktion. Nach zwei Jahren kehrte sie jedoch 2010 zurück und übernahm das Unternehmen vollständig (100 Prozent der Anteile). 2011 wurde die S&L Medienproduktion GmbH in eine Holding umgewandelt und erhielt den Namen S&L Medien Gruppe GmbH. Es kamen weitere Tochterfirmen hinzu. von Seidlein führt das Unternehmen als geschäftsführende Gesellschafterin.
Gleichzeitig arbeitete Maria-Theresia von Seidlein in der Immobilienbranche, mit Neubauten und Sanierungen denkmalgeschützter Gebäude in den Städten Berlin und München.

## Ehrenamtliches Engagement
Maria-Theresia von Seidlein engagiert sich in der bayerischen FDP und bekleidet derzeit das Amt der Schatzmeisterin im FDP-Ortsverband Grünwald.  Sie war ebenfalls Schatzmeisterin des FDP-Kreisvorstandes München Land. Außerdem war sie Mitglied des Frauen-Beirats der Hypovereinsbank und Leiterin des Programms „HBV Gründerinnen-Mentoring“.

## Ehrungen und Auszeichnungen
- 2008: 2. Preis der Axel Springer Akademie (Webdesign)
- 2007: Deutscher Multi Media Award
- 2006: Europes 500 (Wachstumsunternehmen)
- 2004: Bayerns Best 50 (Wachstumsunternehmen)
- 2004: Neo Award (Beste Film Website)